# 卡森號驅逐艦 (DD-43)
卡森號驅逐艦（舷號DD-43）是一艘隸屬於美國海軍的驅逐艦，為卡森級驅逐艦的首艦。她是美軍第一艘以卡森為名的軍艦，以紀念1812年戰爭時期的海軍軍官史提芬·卡森（Stephen Cassin）。
卡森號在1912年於巴斯鋼鐵廠開始建造，在1913年下水服役。接著卡森號留在大西洋及加勒比海執勤。第一次世界大戰爆發後，卡森號在大西洋作中立巡航。美國參戰後，卡森號被派往英國、法國及愛爾蘭海域，掩護協約國商船，期間曾遭德國U-61號潛艇擊傷。戰後卡森號在1922年退役，並在1924年轉交美國海岸防衛隊，負責截查酒精走私。1933年卡森號回歸海軍，在1934年除籍，按倫敦海軍條約出售拆解。